# (300221) Brucebills
(300221) Brucebills es un asteroide perteneciente al cinturón de asteroides, región del sistema solar que se encuentra entre las órbitas de Marte y Júpiter, descubierto el 10 de diciembre de 2006 por David Skillman desde el Observatorio CBA-East, Maryland, Estados Unidos.

## Designación y nombre
Designado provisionalmente como 2006 XA5. Fue nombrado Brucebills en homenaje a Bruce G. Bills, científico planetario que ha trabajado en el Lunar and Planetary Institute, la Universidad Johns Hopkins, el Centro de vuelo espacial Goddard, la Scripps Institution of Oceanography, y en 2012 fue jefe de los Asteroides, Cometas y Grupo de satélites de JPL.

## Características orbitales
Brucebills está situado a una distancia media del Sol de 3,132 ua, pudiendo alejarse hasta 3,673 ua y acercarse hasta 2,592 ua. Su excentricidad es 0,172 y la inclinación orbital 10,36 grados. Emplea 2025,43 días en completar una órbita alrededor del Sol.

## Características físicas
La magnitud absoluta de Brucebills es 15,7. 